# Tekstura gotycka

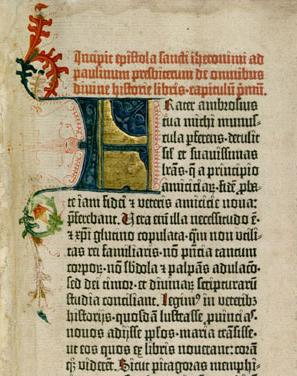
Fragment Biblii Gutenberga

Tekstura – najczęściej stosowany krój pisma książkowego XIV wieku.  
W XIII wieku zwiększyło się zapotrzebowanie na książki, powstawały więc warsztaty wyspecjalizowane w szybkim przepisywaniu ksiąg. Tempo pisania oraz zastosowanie skośnie ściętego, płaskiego pióra wywarły istotny wpływ na dalszy rozwój tego kroju pisma. Nazwa pochodzi od łacińskiego słowa textura – tkanina (texo – tkać, splatać) i dobrze oddaje wygląd karty zapisanej tym pismem. Rzeczywiście: wygląda jak tkanina o gęstym splocie, z wyraźnie widocznymi grubymi pionowymi trzonkami liter, niewielką ilością światła, bo litery stoją ciasno upakowane, wyrazy dosunięte, interlinie minimalne i zaciemniane dodatkowo przez kapitalne lub uncjalne litery początków zdań. W teksturze skróciły się trzonki liter długich, co umożliwiało szybkie napisanie kilku znaków w sposób ciągły, bez odrywania pióra od karty. Również wydłużenia dolne są skrócone. Główne linie liter od góry i od dołu wykończone są romboidalnymi nasadkami, co daje obraz podwójnie załamanej linii. 
Tekstura tak dalece dominowała w książkach XIV i XV wieku, że Jan Gutenberg swoim pierwszym czcionkom użytym w 1455 roku do wydrukowania słynnej Biblii 42-wierszowej nadał właśnie postać pisma gotyckiego, wzorowanego na teksturze.